# Carl Johan Schlyter
Carl Johan Schlyter (født 21. januar 1795 i Karlskrona, død 26. december 1888 i Lund) var en svensk retslærd.
Schlyter blev 1807 student i Lund, Dr. phil. i Rostock 1814, docent i Lund 1816 (De principiis legislationis poenalis 1815), Cand. jur. 1818, 1820 Dr. jur., 1822 adjunkt ved det juridiske fakultet i Lund, 1835 professor uden løn i Uppsala, 1837 konstitueret professor, 1838 professor i Lund, 1844—1848 medlem af Lagberedningen, fra 1852 til sin afsked 1876 fuldstændig fritaget for embedsforpligtelser. Efter opfordring af Johan Gabriel Richert og med regeringens effektive understøttelse tog Schlyter fat på det arbejde, som skulle blive hans livs hovedværk og skaffe ham et berømt navn, udgivelsen af Sveriges gamle love: Corpus iuris Sueo-Gotorum antiqui. Samling af Sweriges gamla Lagar (I—XII, 1827—69; de to første bind, 1827 og 1830, sammen med Hans Samuel Collin, bind XIII, en oldsvensk ordbog, 1877). Disse 13 kvarter, et enestående monumentalt værk, bærer i lige grad vidnesbyrd om Schlyters juridiske skarpsindighed, filologiske dygtighed, tekstkritiske evner og ægte videnskabelige metode. Ved siden af dette kæmpearbejde fik Schlyter ikke skrevet meget, men hans øvrige produktion ville dog, isoleret set, være tilstrækkelig til at kalde ham en betydelig videnskabsmand. 
Af Schlyters afhandlinger — en del samlede i Juridiska Afhandlingar (1. hæfte 1836, 2. oplag 1892, 2. hæfte 1879) — kan fremhæves: Bilagor til herr J. C. Lindblad’s afhandling om dråp och mord (1832), Om Konungaval, Eriksgata, Kröning och Kongliga rättigheter, enligt Sveriges gamla Lagar, Om Laghistoriens studium, och dess förhållande till rättsvetenskapens öfriga delar (1835), Om Sveriges äldsta indelning i landskap, och Landskapslagarnes uppkomst (1835) og mange andre. Schlyter, der var en dybt religiøs natur, har foruden at besørge udgaver af Bibelen og af teologen Henric Schartaus arbejder og oversættelser af teologen Heinrich Wilhelm Rincks skrifter blandt andet skrevet Om Bibelkommissionens omarbetade öfversättning af Nya Testamentet (1878) og anonymt Betraktelser till grund för catechetisk undervisning i Guds lags lära med ledning af första hufvudstycket i Luthers lilla cateches (1880. udgivet af W. Cederberg). Om hans musikalske dygtighed vidner blandt andet et af ham udgivet arrangement for piano af en violinkvartet af Mozart 1826.